# Violella
Violella is een geslacht van korstmossen dat behoort tot de familie Tephromelataceae. De typesoort is Violella fucata. De typesoort, Violella fucata, was oorspronkelijk in het geslacht Mycoblastus geplaatst, maar moleculaire fylogenetische analyse toonde aan dat zowel deze soort als de Aziatische soort Violella wangii een fylogenetisch verschillende clade vormden en plaatsing in een nieuw geslacht rechtvaardigde. De generieke naam "Violella", een verkleinwoord van de Latijnse altviool, verwijst naar de karakteristieke hymeniumkleur.

## Soorten
Volgens Index Fungorum bevat het geslacht twee soorten (peildatum april 2023):
| Soortnaam       | Auteur(s)            | Publicatiejaar |
| --------------- | -------------------- | -------------- |
| Violella fucata | (Stirt.) T. Sprib.   | 2011           |
| Violella wangii | T. Sprib. & Goffinet | 2011           |